# Zaluzianskya violacea
Zaluzianskya violacea är en flenörtsväxtart som beskrevs av Rudolf Schlechter. Zaluzianskya violacea ingår i släktet Zaluzianskya och familjen flenörtsväxter. Inga underarter finns listade i Catalogue of Life.